# Wassenberg
Wassenberg là một thị xã ở huyện Heinsberg, in Nordrhein-Westfalen, nước Đức. Đô thị Wassenberg có diện tích 32,41 km². Đô thị này nằm gần biên giới với Hà Lan, bên sông Rur, cự ly khoảng 6 km về phía đông bắc Heinsberg và 15 km về phía đông nam Roermond.